# Overby (Hedensted Kommune)
 For alternative betydninger, se Overby. (Se også artikler, som begynder med Overby)
Overby er en landsby i Østjylland med 200 indbyggere i byområdet (2014). Overby er beliggende i As Sogn seks kilometer nord for Juelsminde, 19 kilometer sydøst for Horsens og 36 kilometer øst for Vejle. Byen tilhører Hedensted Kommune og er beliggende i Region Midtjylland.